# John Laponder
John Laponder (Heerewaarden, 17 maart 1971) is een Nederlands voormalig voetballer die als verdediger speelde. Hij kwam uit voor Den Bosch, Eindhoven en Lienden en werd nadien trainer in het amateurvoetbal.

## Loopbaan
Laponder begon zijn profloopbaan in 1989 bij BVV Den Bosch, vanaf 1992 spelend als FC Den Bosch, in de Eredivisie waarmee hij in zijn eerste seizoen naar de Eerste divisie degradeerde. Met BVV Den Bosch verloor hij de finale om de KNVB beker 1990/91 van Feyenoord. In 1992 promoveerde hij met Den Bosch via de nacompetitie naar de Eredivisie maar degradeerde het jaar daarna direct weer terug. Begin 1997 ging Laponder naar SBV Eindhoven, vanaf 2002 spelend als FC Eindhoven, in de Eerste divisie. In 2006 ging hij voor FC Lienden in de Hoofdklasse spelen. In 2009 stopte hij met zijn voetbalcarrière. Hij kwam ook uit voor het Nederlands militair voetbalelftal. Nadien werd hij trainer in het amateurvoetbal, en was vanaf 2017 trainer van Zwaluw VFC uit Vught. Medio 2023 werd hij trainer van SV Leones.